# Сарафанов, Фёдор Васильевич
Фёдор Васильевич Сарафанов (6 февраля 1912 — 24 января 1991) — советский военный деятель, генерал-майор авиации, участник Великой Отечественной войны.

## Биография
Фёдор Васильевич Сарафанов родился 6 февраля 1912 года в деревне Панфилово (ныне — Тутаевский район Ярославской области). В 1934 году окончил второй курс Московского института советского строительства, после чего поступил на службу в Военно-морской флот СССР. В 1936 году окончил Ейскую военную школу морских лётчиков и лётчиков-наблюдателей имени И. В. Сталина, в 1940 году — военно-морской факультет Военно-политической академии имени В. И. Ленина. Служил на различных лётных и военно-политических должностях в частях морской авиации. К началу Великой Отечественной войны был старшим инструктором 1-го отдела Политуправления Военно-морского флота СССР.
В июле 1941 года Сарафанов был направлен на Черноморский флот в качестве инструктора пропаганды 3-го смешанного учебно-резервного полка флотских ВВС. Спустя месяц переведён в Военно-морское авиационное училище имени С. А. Леваневского, был заместителем начальника, начальником политотдела этого учебного заведения. В действующую армию Сарафанов был направлен лишь в июле 1943 года, заняв должность заместителя начальника политотдела 8-й минно-торпедной авиационной дивизии ВВС Балтийского флота. В январе 1944 года назначен начальником политотдела 9-й штурмовой авиационной дивизии ВВС Балтийского флота. Участвовал в операции по окончательному снятию блокады Ленинграда. Проводил большую партийно-политическую работу среди личного состава. 4 июля 1944 года попал под обстрел вражеских катеров, и был при этом ранен, но оставался в строю, продолжая руководить действиями матросов.
После окончания войны продолжал службу на высоких военно-политических должностях в Военно-морском флоте СССР. Был начальником политотделов ВВС Тихоокеанского, Северного и Балтийского флотов. С декабря 1964 года занимал должность секретаря парткома органов Управления авиации Военно-морского флота СССР. В апреле 1974 года был уволен в запас. Умер 24 января 1991 года.

## Награды
- 3 ордена Красного Знамени (30 июня 1944 года, 21 августа 1953 года, ?);
- 2 ордена Отечественной войны 1-й степени (18 мая 1945 года, 1985);
- 2 ордена Красной Звезды (15 ноября 1950 года, 31 октября 1967 года);
- Медали «За боевые заслуги» (3 ноября 1944 года), «За оборону Ленинграда», «За взятие Кёнигсберга» и другие медали.